# Alex Muscat

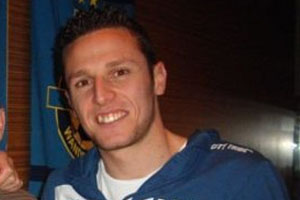
Alex Muscat

Alexander Muscat (14 de diciembre de 1984, Pietà, Malta) es un jugador profesional de fútbol que juega en la Premier League de Malta en el Sliema Wanderers, donde habitualmente juega como defensa.

## Carrera profesional

### Lija Athletic
Muscat comenzó su carrera en el Lija Athletic durante la temporada 2002-03. Jugó 18 partidos mientras ayudaba al Lija Athletic, quedando en quinta posición en la Premier Leseue de Malta.

### Balzan Youths
Alex se unió al Balzan Youths en la temporada 2003-04. El lateral derecho demostró que era más que capaz de jugar en la Premier League de Malta de forma regular, e incluso fue convocado a la selección nacional de Malta, durante la temporada, Alex jugó 22 partidos y anotó un gol , pero el Balzan Youths fue relegado a la primera división de Malta tras acabar en novena posición.

### Sliema Wanderers
Más adelante Alex se unió a Malta Premier League Sliema Wanderers en 2004, y ayudó a su nuevo equipo con el título de la temporada 2004-05. En su primera temporada Alex jugó 22 partidos y anotó 2 goles, y fue votado como el jugador más prometedor en los Premios de Fútbol de Malta. En su segunda temporada con el Sliema Wanderers , Alex jugó 24 partidos y anotó un gol, con el Sliema Wanderers quedando subcampeón de la Premier League de Malta , Alex también ganó la copa Euro Challenge con Sliema Wanderers en la temporada 2005-06 .
Durante la temporada 2006-07, continuó como lateral derecho para Sliema Wanderers y ayudó al club a otros finalistas, pero esta vez en Sliema Wanderers estaban líderes, Alex jugó 20 partidos y anotó 4 goles.
Para la temporada 2007-08 , Muscat esperaba traer el título de Malta Premier League de nuevo a Sliema Wanderers, sin embargo el club terminó en cuarto lugar, con Alex jugando 21 partidos y anotando dos goles.
La temporada 2008-09 fue muy importante para Alex, ya que fue elegido para el equipo nacional bajo la dirección de Dusan Fitzel y continuó siendo una parte integral del equipo bajo el nuevo entrenador John Buttigieg. Ayudó a Sliema Wanderers a otro 4 º puesto, jugando 27 partidos y marcando cinco goles en el proceso: también se anotó tres goles importantes, dos de ellos en la final contra Valletta, y ganó el Trofeo U * BET FA.
En agosto de 2009 marcó el gol en el Trofeo de la Supercopa 2009 BOV contra el Hibernians en el Estadio Nacional de Ta'Qali.
- Datos: Q2641446